# Volvo Concept Estate
Volvo Concept Estate – samochód koncepcyjny o napędzie hybrydowym marki Volvo Car Corporation, którego premiera odbyć się ma podczas targów motoryzacyjnych w Genewie w 2014 roku. Jest to ostatni z trzech modeli koncepcyjnych marki (Volvo Concept Coupé, Volvo XC Coupé) prezentujący kierunek stylistyczny marki jako koncept następcy Volvo C30.

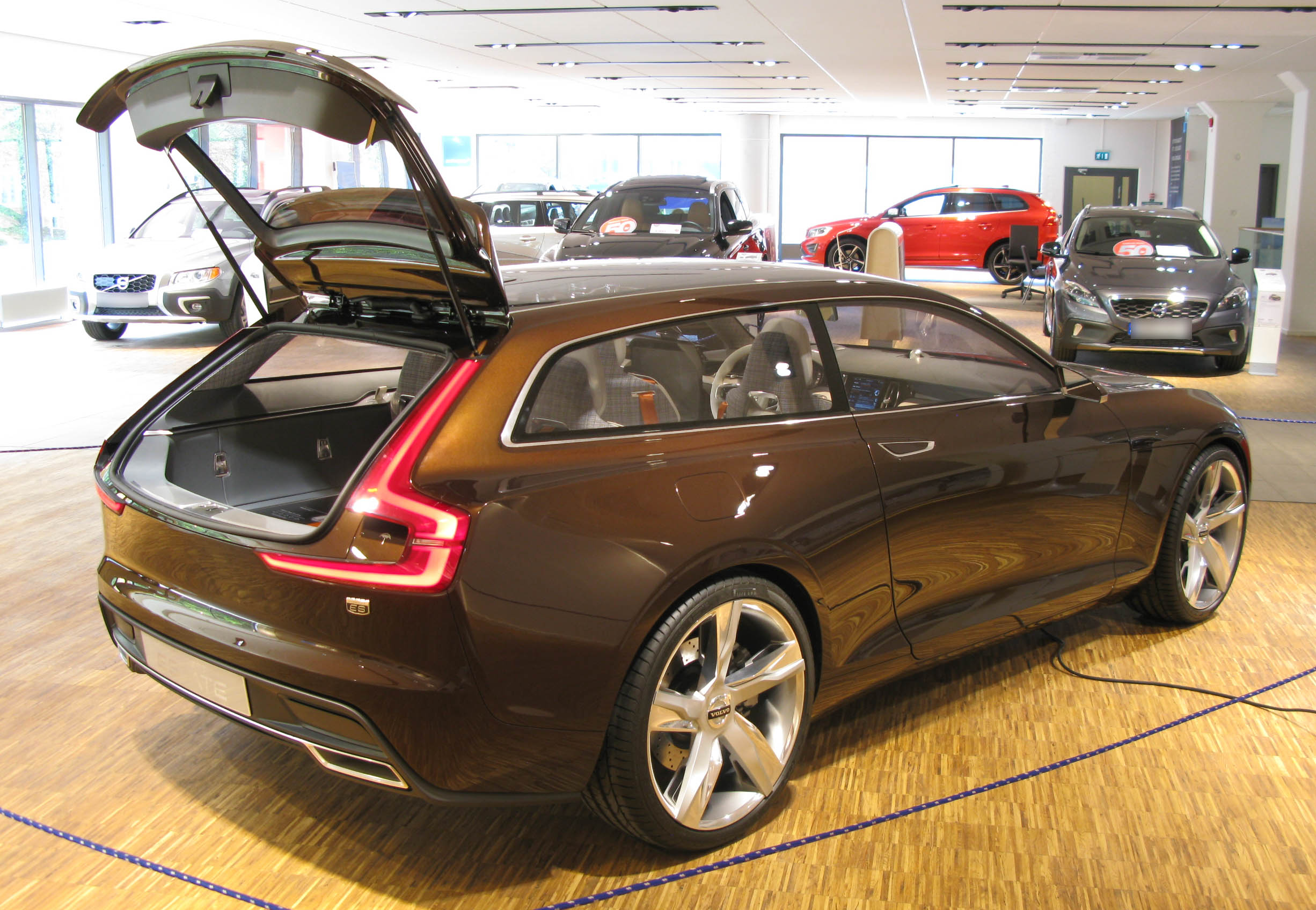
Tył Concept Estate

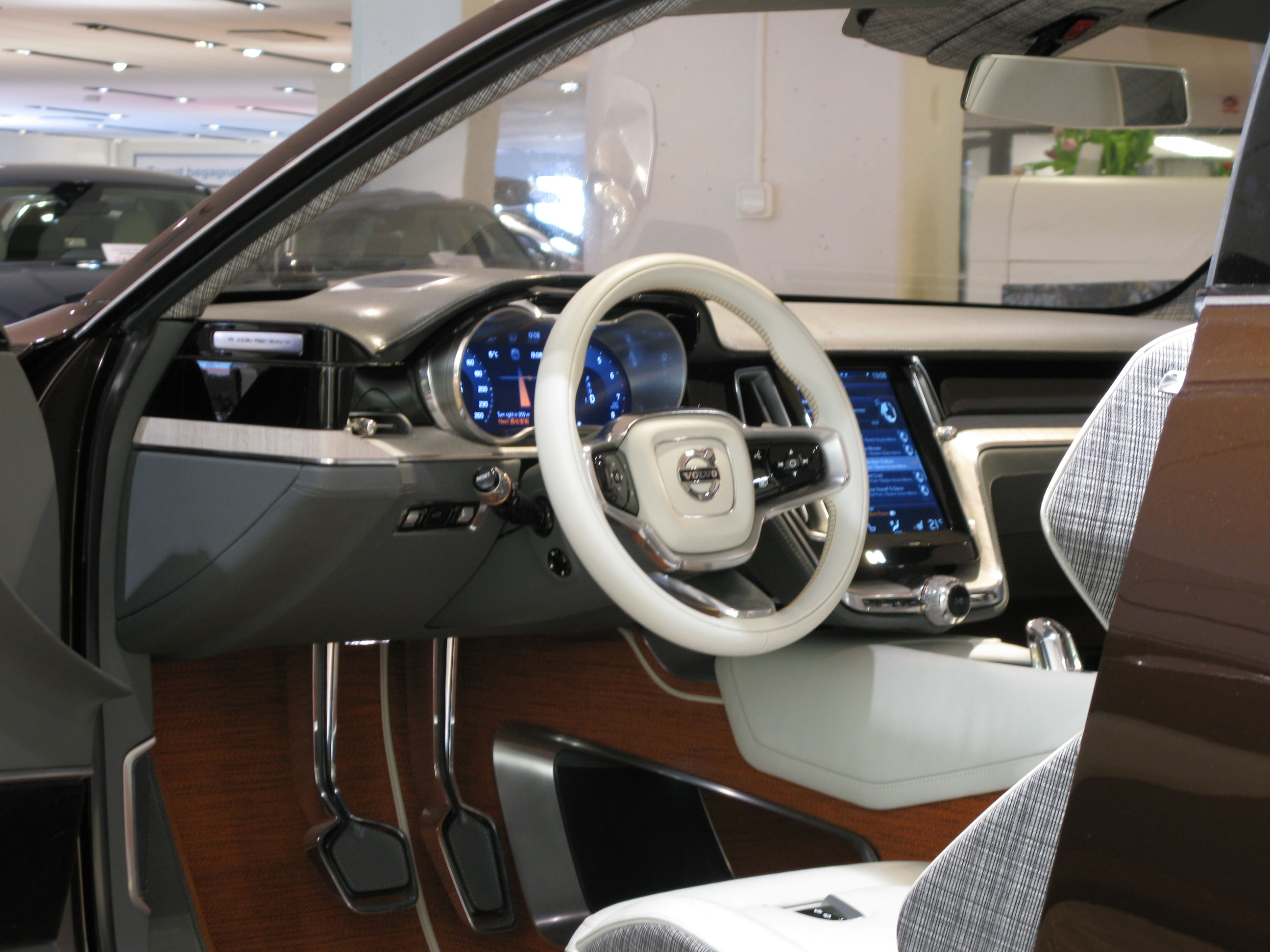
Wnętrze Concept Estate

Auto zostało zbudowane na nowej płycie podłogowej SPA (Scalable Product Architecture). Koncept z nadwoziem typu shooting brake nawiązuje do modeli z lat 70., szczególnie modelu Volvo P1800 ES.

## Stylistyka
Samochód charakteryzuje się agresywnym przodem z oryginalnymi reflektorami wykonanymi w technologii LED w kształcie położonej litery "T" oraz chromowaną atrapą chłodnicy. Pojazd posiada przeszklony dach. Z tyłu pojazd posiada reflektory w kształcie litery "C". Auto osadzono na 21-calowych felgach.

## Wnętrze
Wnętrze pojazdu otrzymało skórzaną tapicerkę, drewno oraz metal, trójramienną kierownicę oraz pomarańczowe pasy bezpieczeństwa. Na konsoli centralnej umieszczono duży ekran dotykowy, który zastąpił całkowicie przyciski w pojeździe, a steruje wszystkimi systemami pokładowymi auta. Ekran ten współpracuje z drugim ekranem, który zastąpił klasyczne zegary przed kierowcą. 

## Silnik
Pojazd wyposażony został w dwulitrowy silnik Drive-E o mocy ponad 300 KM, który wspierany jest silnikiem elektrycznym o mocy 70 KM.